# Curbside Prophet
"Curbside Prophet" là một ca khúc của ca sĩ/nhạc sĩ người Mỹ Jason Mraz. Nó được trích từ album phòng thu đầu tiên với một nhãn Elektra, Waiting for My Rocket to Come. Ca khúc được phối lại và sử dụng trong phim New York Minute (Phút giây ở New York) năm 2004. Bài hát đổi thành tên "Curbside Prophet '04" trên soundtrack của New York Minute. Không có video âm nhạc cho ca khúc trừ một buổi biểu diễn trực tiếp tại Eagles Ballroom, trong Tonight, Not Again: Jason Mraz Live at the Eagles Ballroom, cũng phát hành năm 2004.

## Danh sách track
1. "Curbside Prophet" (Radio version) – 3:29
2. "Curbside Prophet" (Live from the Eagles Ballroom feat. John Popper) [Edit] – 4:02
3. "Curbside Prophet" (Live from the Eagles Ballroom feat. John Popper) [Full version] – 5:10
4. "Curbside Prophet" (Live video)

## Bảng xếp hạng
| Bảng xếp hạng                 | Vị trí cao nhất |
| ----------------------------- | --------------- |
| Hoa Kỳ Billboard Adult Top 40 | 23              |